# Behängtköpfel
Das Behängtköpfel ist ein 473 Meter hoher Berg im Gräfensteiner Land, wie ein Teilbereich des mittleren Pfälzerwald genannt wird. 

## Geographie
An seiner Westflanke entspringt der Rauschenbach. Der Berg befindet sich komplett auf der Gemarkung der Gemeinde Leimen (Pfalz) und liegt nördlich von deren Siedlungsgebiet. 

## Charakteristika
Die Bergkuppe ist lediglich schwach ausgeprägt.

## Tourismus
An seiner Ostflanke führt der Fernwanderweg Donnersberg–Donon entlang und der mit einem gelben Balken versehene Wanderweg, der unter anderem nach Eußerthal, Contwig sowie Germersheim führt, umrundet ihn zusätzlich von südlicher Seite her.